# Lithobius kempi
Lithobius kempi är en mångfotingart som beskrevs av Filippo Silvestri 1917. Lithobius kempi ingår i släktet Lithobius och familjen stenkrypare. Inga underarter finns listade i Catalogue of Life.